# Сумчатая мышь Гилберта
Сумчатая мышь Гилберта (лат. Sminthopsis gilberti) — вид из рода узконогих сумчатых мышей семейства хищные сумчатые. Видовое название дано в честь английского натуралиста Джона Гилберта (1812—1845). Эндемик Австралии.

## Распространение
Обитает в юго-западной части австралийского штата Западная Австралия, встречаясь от горного хребта Дарлинг недалеко от Перта и далее до центральной и южной части пшеничного пояса. Кроме того, имеется изолированная территория на равнине Ро. Естественная среда обитания - вересковые пустоши, местности, покрытые низкорослыми кустарниками и эвкалиптами, открытые редколесья.

## Внешний вид
Длина тела с головой колеблется от 81 до 92 мм, хвоста — от 75 до 92 мм. Вес взрослой особи — от 14 до 25 г. Волосяной покров короткий, густой и мягкий. Спина светло-серого цвета. Брюхо окрашено в белый цвет. Морда вытянутая, заострённая. Уши большие. Третий премоляр почти такой же большой, как и второй. Как и у ряда других представителей рода у сумчатой мыши Гилберта в хвосте присутствуют жировые отложения.

## Образ жизни
Ведут наземный, одиночный образ жизни. Активность приходится на ночь. Питаются преимущественно насекомыми, а также мелкими беспозвоночными.

## Размножение
В потомстве до семи детёнышей.